# Marek Jankulovski
Marek Jankulovski (Ostrava; 9 de mayo de 1977) es un exfutbolista checo. También formó parte de la selección de la República Checa. Jugó como defensor o como centrocampista por izquierda, y su primer y último club fue el Baník Ostrava.

## Selección nacional
Con la selección checa debutó el año 2000, y hasta ahora ha jugado 78 partidos internacionales, convirtiendo 11 goles. Alcanzó las semifinales de la Eurocopa 2004, y fue escogido para jugar el Mundial de Alemania 2006, pero su selección cayó en primera ronda.

### Participaciones en Copas del Mundo
| Copa              | Sede     | Resultado    | Partidos | Goles |
| ----------------- | -------- | ------------ | -------- | ----- |
| Copa Mundial 2006 | Alemania | Primera fase | 3        | 0     |

### Participaciones en Eurocopas
| Copa          | Sede                   | Resultado    | Partidos | Goles |
| ------------- | ---------------------- | ------------ | -------- | ----- |
| Eurocopa 2000 | Bélgica · Países Bajos | Primera fase | 2        | 0     |
| Eurocopa 2004 | Portugal               | Semifinales  | 4        | 0     |
| Eurocopa 2008 | Austria · Suiza        | Primera fase | 3        | 0     |

## Estadísticas

### Clubes
| Club | Div.          | Temporada     | Liga  | Liga  | Copas nacionales(1) | Copas nacionales(1) | Torneos internacionales(2) | Torneos internacionales(2) | Otros(3) | Otros(3) | Total | Total |
| Club | Div.          | Temporada     | Part. | Goles | Part.               | Goles               | Part.                      | Goles                      | Part.    | Goles    | Part. | Goles |
| --- | ------------- | ------------- | ----- | ----- | ------------------- | ------------------- | -------------------------- | -------------------------- | -------- | -------- | ----- | ----- |
| F. C. Baník Ostrava · República Checa | 1.ª           | 1994-95       | 1     | 0     |                     |                     | —                          | —                          | —        | —        | 1     | 0     |
| F. C. Baník Ostrava · República Checa | 1.ª           | 1995-96       | 9     | 1     |                     |                     | —                          | —                          | —        | —        | 9     | 1     |
| F. C. Baník Ostrava · República Checa | 1.ª           | 1996-97       | 21    | 1     |                     |                     | —                          | —                          | —        | —        | 21    | 1     |
| F. C. Baník Ostrava · República Checa | 1.ª           | 1997-98       | 26    | 3     |                     |                     | —                          | —                          | —        | —        | 26    | 3     |
| F. C. Baník Ostrava · República Checa | 1.ª           | 1998-99       | 26    | 2     |                     |                     | —                          | —                          | —        | —        | 26    | 2     |
| F. C. Baník Ostrava · República Checa | 1.ª           | 1999-00       | 27    | 8     |                     |                     | —                          | —                          | —        | —        | 27    | 8     |
| F. C. Baník Ostrava · República Checa | 1.ª           | 2011-12       | 1     | 0     |                     |                     | —                          | —                          | —        | —        | 1     | 0     |
| F. C. Baník Ostrava · República Checa | Total club    | Total club    | 111   | 15    | 0                   | 0                   | —                          | —                          | —        | —        | 111   | 15    |
| S. S. C. Napoli · Italia | 1.ª           | 2000-01       | 20    | 3     | 0                   | 0                   | —                          | —                          | —        | —        | 20    | 3     |
| S. S. C. Napoli · Italia | 2.ª           | 2001-02       | 31    | 5     | 2                   | 1                   | —                          | —                          | —        | —        | 33    | 6     |
| S. S. C. Napoli · Italia | Total club    | Total club    | 51    | 8     | 2                   | 1                   | —                          | —                          | —        | —        | 53    | 9     |
| Udinese Calcio · Italia | 1.ª           | 2002-03       | 27    | 5     | 2                   | 0                   | —                          | —                          | —        | —        | 29    | 5     |
| Udinese Calcio · Italia | 1.ª           | 2003-04       | 32    | 6     | 4                   | 2                   | 2                          | 0                          | —        | —        | 38    | 8     |
| Udinese Calcio · Italia | 1.ª           | 2004-05       | 32    | 4     | 3                   | 0                   | 2                          | 0                          | —        | —        | 38    | 4     |
| Udinese Calcio · Italia | Total club    | Total club    | 91    | 15    | 9                   | 2                   | 4                          | 0                          | —        | —        | 104   | 17    |
| A. C. Milan · Italia | 1.ª           | 2005-06       | 22    | 1     | 4                   | 0                   | 2                          | 0                          | —        | —        | 28    | 1     |
| A. C. Milan · Italia | 1.ª           | 2006-07       | 33    | 3     | 4                   | 0                   | 13                         | 0                          | —        | —        | 50    | 3     |
| A. C. Milan · Italia | 1.ª           | 2007-08       | 14    | 0     | 0                   | 0                   | 3                          | 0                          | 2        | 1        | 19    | 1     |
| A. C. Milan · Italia | 1.ª           | 2008-09       | 31    | 0     | 1                   | 0                   | 6                          | 1                          | —        | —        | 38    | 1     |
| A. C. Milan · Italia | 1.ª           | 2009-10       | 8     | 0     | 2                   | 0                   | 2                          | 0                          | —        | —        | 12    | 0     |
| A. C. Milan · Italia | 1.ª           | 2010-11       | 5     | 0     | 1                   | 0                   | 1                          | 0                          | —        | —        | 7     | 0     |
| A. C. Milan · Italia | Total club    | Total club    | 113   | 4     | 12                  | 0                   | 27                         | 1                          | 2        | 1        | 154   | 6     |
| Total carrera | Total carrera | Total carrera | 366   | 42    | 23                  | 3                   | 31                         | 1                          | 2        | 1        | 421   | 47    |
| (1) Incluye datos de la Copa Italia (2001-11). (2) Incluye datos de la Copa de la UEFA (2003-09) y Liga de Campeones (2005-11). (3) Incluye datos de la Supercopa de Europa (2007) y Copa Mundial de Clubes (2007). |               |               |       |       |                     |                     |                            |                            |          |          |       |       |

## Palmarés

### Campeonatos nacionales
| Título              | Club        | País   | Año  |
| ------------------- | ----------- | ------ | ---- |
| Serie A             | A. C. Milan | Italia | 2011 |
| Supercopa de Italia | A. C. Milan | Italia | 2011 |

### Campeonatos internacionales
| Título                 | Club        | Sede     | Año  |
| ---------------------- | ----------- | -------- | ---- |
| Liga de Campeones      | A. C. Milan | Atenas   | 2007 |
| Supercopa de Europa    | A. C. Milan | Mónaco   | 2007 |
| Copa Mundial de Clubes | A. C. Milan | Yokohama | 2007 |